# Kirsten Worms

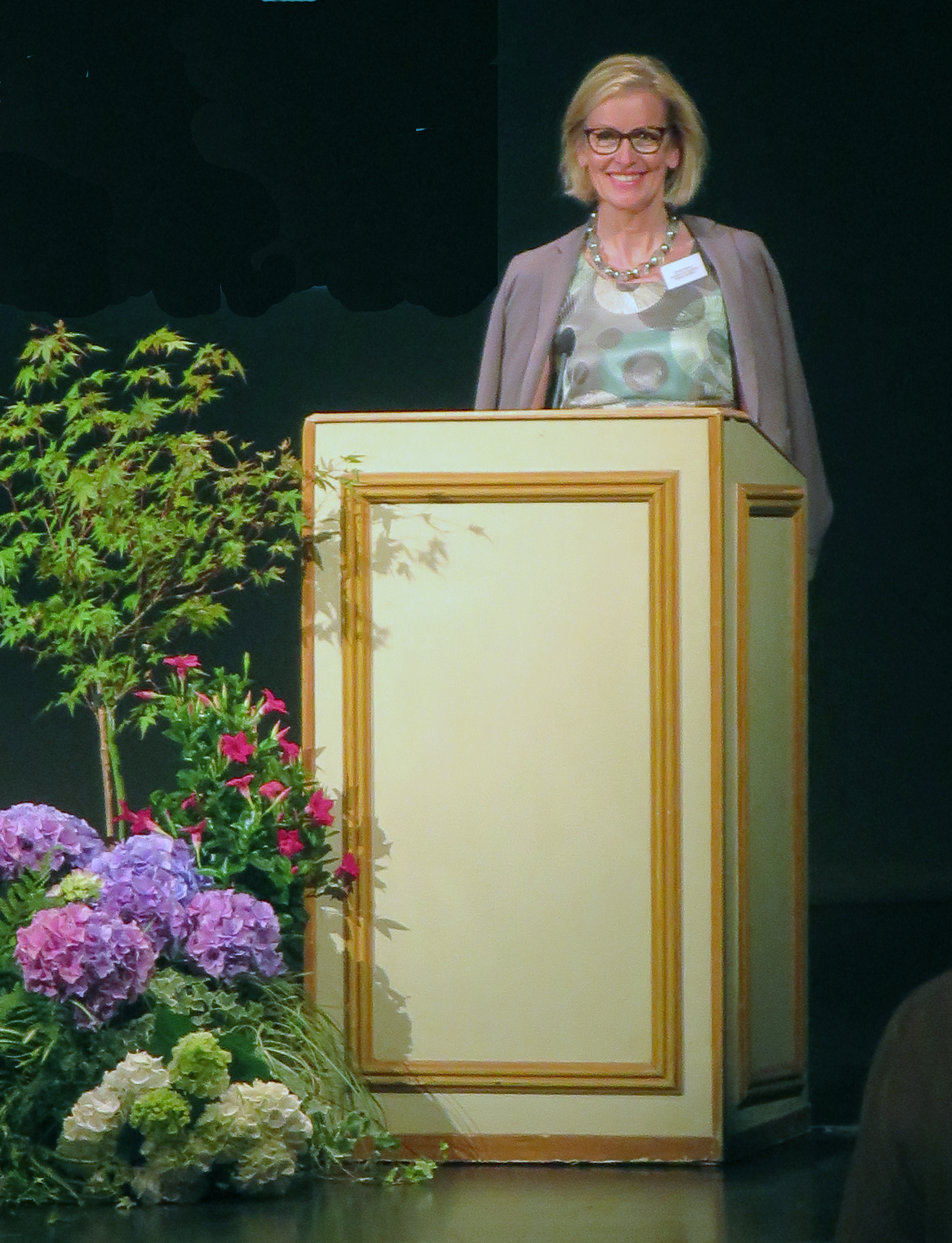
Kirsten Worms

Kirsten Worms (* 30. Juni 1962 in Bremerhaven) ist eine deutsche Juristin und seit Februar 2018 Direktorin der Staatlichen Schlösser und Gärten Hessen.

## Biografie
Worms studierte Rechtswissenschaften an der Ruprecht-Karls-Universität Heidelberg und der Universität Lausanne sowie vier Semester Kunstgeschichte an der Humboldt-Universität zu Berlin. Ihre berufliche Laufbahn begann sie nach dem Referendariat und dem zweiten Staatsexamen als Referatsleiterin im Thüringer Kunstministerium, wo sie unter anderem für die Klassik Stiftung Weimar zuständig war. Nach einer Station an der Goethe-Universität Frankfurt am Main wechselte sie in das Hessische Ministerium für Wissenschaft und Kunst, wo sie als Ministerialrätin das Kulturbaureferat leitete und schwerpunktmäßig die Kulturbauten in Hessen betreute.

### Tätigkeitsfeld
Als Direktorin ist Worms zuständig für 48 hessische Schlösser, Burgen und Klöster, mit den zugehörigen historischen sowie künstlerischen Ausstattungen, Ausstellungen und Parkanlagen. Sie verfolgt die Aufgabe, diese Kulturdenkmäler fachlich und denkmalfachlich zu pflegen, zu erforschen, zu präsentieren und der Öffentlichkeit zu vermitteln. Die historischen Orte sollen, z. B. als Touristenattraktion, die Landesentwicklung unterstützen. Zu den Liegenschaften gehören Objekte im Welterbe Oberes Mittelrheintal der UNESCO, wie das Niederwalddenkmal. Beim Kloster Lorsch handelt es sich um ein weiteres UNESCO-Welterbe. Zum Bestand gehören 14 Museen und Ausstellungen, wie das Schloss Erbach mit den Gräflichen Sammlungen, dem Elfenbeinmuseum und dem Schöllenbacher Altar. Die Stiftsruine Bad Hersfeld ist jährlich Schauplatz der Bad Hersfelder Festspiele.
Worms steht im eigenen Haus den Abteilung für Museumsarbeit, Bauangelegenheiten und Denkmalpflege, für Parks und Gartendenkmalpflege und für Restaurierung vor. Der Dienstsitz befindet sich im Bad Homburger Barockschloss.
Zu ihren Aufgaben gehört die Darstellung und Erläuterung der Arbeit der Gesellschaft gegenüber Politik und Öffentlichkeit.
Außerdem eröffnet sie mit Grußworten und Eröffnungsreden kulturelle Events in den Liegenschaften der Gesellschaft, etwa 2021 die Welterbe-Jubiläumsausstellung des Klosters Lorsch,
oder 2022 die Weilburger Schlosskonzerte.
In ihrer Funktion als Direktorin der Staatlichen Schlösser und Gärten Hessen ist Worms im Vorstand der Arbeitsgemeinschaft Deutscher Schlösserverwaltungen (AGDS) und von Schlösser und Gärten in Deutschland tätig. Die AGDS ist ein Zusammenschluss der Schloss- und Gartenverwaltungen von bundesweiter Bedeutung in öffentlicher Trägerschaft. Des Weiteren ist sie Mitglied im Verwaltungsrat der Werner Reimers Stiftung Bad Homburg.

### Familie
Worms ist mit dem Verwaltungsjuristen und ehemaligen hessischen Finanzstaatssekretär Martin Worms verheiratet, hat einen erwachsenen Sohn und lebt in Wiesbaden.

## Veröffentlichungen
- Bechler, Katharina / Worms, Kirsten (Hg.): Princess Eliza. Englische Impulse für Hessen-Homburg. Michael Imhof Verlag, Petersberg 2020, ISBN 978-3-7319-1021-3
- Staatliche Schlösser und Gärten Hessen / Formann, Inken / Worms, Kirsten (Hg.): Tempel der Pomona im Schlosspark Bad Homburg. Michael Imhof Verlag, Petersberg 2021, ISBN 978-3-7319-1156-2
- Bechler, Katharina / Worms, Kirsten (Hg.): Hessen entdecken. Schlösser – Burgen – Klöster – Gärten. Mit Fotografien von Michael Leukel. Michael Imhof Verlag, Petersberg 2021, ISBN 978-3-7319-1126-5
- Riotte, Torsten / Worms, Kirsten (Hg.): Das Kaiserreich vermitteln. Brüche und Kontinuitäten seit 1918. Wallstein Verlag, Göttingen 2022, ISBN 978-3-8353-4819-6